# Doxa Katōkopias 2014-2015
Questa voce raccoglie le informazioni riguardanti il Doxa Katōkopias nelle competizioni ufficiali della stagione 2014-2015.

## Rosa
Fonte:
| N. |                           | Ruolo | Calciatore                |
| -- | ------------------------- | ----- | ------------------------- |
|    | Cipro (bandiera)          | P     | Nikos Anastasiou          |
|    | Cipro (bandiera)          | P     | Evagoras Chatzifrangiskos |
|    | Cipro (bandiera)          | P     | Christodoulos Kyriakou    |
|    | Cipro (bandiera)          | P     | Michalīs Morfīs           |
|    | Grecia (bandiera)         | P     | Giannis Siderakis         |
|    | Spagna (bandiera)         | D     | Álvaro Ocaña              |
|    | Portogallo (bandiera)     | D     | Carlos Marques            |
|    | Cipro (bandiera)          | D     | Stephanos Demosthenous    |
|    | Spagna (bandiera)         | D     | Ferrán Monzó              |
|    | Venezuela (bandiera)      | D     | Raúl González             |
|    | Brasile (bandiera)        | D     | João Leonardo             |
|    | Capo Verde (bandiera)     | D     | Nilson                    |
|    | Portogallo (bandiera)     | D     | Paulo Jorge               |
|    | Francia (bandiera)        | D     | Mamaye Tounkara           |
|    | Cipro (bandiera)          | D     | Michael Weir              |
|    | Cipro (bandiera)          | C     | Georgios Aresti           |
|    | Costa d'Avorio (bandiera) | C     | Adama Bamba               |

| N. |                       | Ruolo | Calciatore                 |
| -- | --------------------- | ----- | -------------------------- |
|    | Venezuela (bandiera)  | C     | Homero Calderón            |
|    | Cipro (bandiera)      | C     | Konstantinos Christodoulou |
|    | Spagna (bandiera)     | C     | Dani López                 |
|    | Venezuela (bandiera)  | C     | Héctor González            |
|    | Cipro (bandiera)      | C     | Marios Koukartas           |
|    | Ghana (bandiera)      | C     | Adjin Livingstone          |
|    | Portogallo (bandiera) | C     | Ricardo Fernandes          |
|    | Cipro (bandiera)      | C     | Rafael Sofokleous          |
|    | Cipro (bandiera)      | C     | Antonis Tsoumas            |
|    | Ghana (bandiera)      | A     | Albert Ahulu               |
|    | Portogallo (bandiera) | A     | Bernardo Vasconcelos       |
|    | Portogallo (bandiera) | A     | Diogo Ramos                |
|    | Argentina (bandiera)  | A     | Adrián Fernández           |
|    | Cipro (bandiera)      | A     | Michalis Konstantinidis    |
|    | Camerun (bandiera)    | A     | Richard Njoh               |
|    | Venezuela (bandiera)  | A     | Cristian Novoa             |
|    | Brasile (bandiera)    | A     | Ricardo Lobo               |